# Genres pluriels
Genres pluriels (GPs) est une association sans but lucratif belge francophone fondée par Max Nisol,, Tanguy Pinxteren et Londé Ngosso promouvant la visibilité des personnes aux genres fluides, transgenres et intersexes.

## Description
L'association Genres pluriels organise différentes activités basées à Bruxelles et en Wallonie en vue de lutter contre les discriminations que subissent les personnes aux genres fluides, transgenres et intersexes,,,,
En vue de sensibiliser à la non-discrimination des personnes aux genres fluides (transgenres) et intersexes, les membres de Genres pluriels alimentent le site web de l'association avec des articles donnant une analyse critique féministe des discours et pratiques médico-psycho-sociales et de la biologie et de son enseignement.
L'association Genres Pluriels se réclame du mouvement queer féministe et travaille en collaboration avec les associations féministes et LGBTQI. GPs adhère aux principes de Yogyakarta. L'association GPs souhaite développer un langage non sexiste afin de lutter contre les discriminations.

## Historique
Fin 2006, Max Nisol fonde le collectif appelé les Drag Kings de Bruxelles (DKB) afin d'organiser des ateliers drag kings mensuels. Depuis, les DKB se réunissent tous les premiers vendredis du mois à la Maison Arc-en-ciel de Bruxelles. Le but est d'échanger par la pratique des expériences de manière ludique par rapport aux masculinités et aux transidentités.
En 2007, Max Nisol constate dans la partie francophone de Belgique un manque d'information concernant les transidentités. Yel pense alors créer une structure associative et militante féministe en vue de divulguer prioritairement l'information pour les personnes aux genres fluides, trans' et intersexes.
Le 16 octobre 2007, Tanguy Pinxteren, Max Nisol et Londé Ngosso fondent l'association Genres Pluriels.
Le 1er décembre 2007, le site web de Genres pluriels est créé et hébergé chez Domaine Public, une association belge prônant les logiciels libres.
Les DKB font toujours de l'association et organisent des performances spectacles drag kings notamment lors des L-week de 2007 et 2008, du festival drag king de Rome en juillet 2008, du festival pinkscreens en 2008, et de la ladyfest à Liège en 2009.
À partir de 2012, les DKB deviennent une troupe de spectacle autonome, mais Genres Pluriels continue à organiser des ateliers drag kings.
En  2016, l'association est menacée de disparaître, trois membre du personnel sur quatre sont licenciés faute de subsides.
Décembre 2017, pour les 15 ans de l'Institut pour l'égalité des femmes et des hommes, 15 parrains et marraines sont sélectionnés pour leur engagement en faveur de l'égalité des genres, dont Genres Pluriels.
En 2017, Héloïse Guimin-Fati en est l'une des administratrices.

## Revendications
Vers la mi-octobre (11 octobre 2008 et 17 octobre 2009), avec autres associations dans le monde (Espagne, Paris, Bruxelles, Lisbonne, Montréal) Genres Pluriels appelle à manifester afin de soutenir les revendications des groupes transgenres et intersexes européens.
Le mot d’ordre commun est « Stop trans pathologization : goal 2012 » et « Ni hommes ni femmes, le binarisme nous rend malades ».
En tant que membre de l'Organisation internationale des intersexes (OII) et membre de Transgender Europe (TGEU), Genres Pluriels porte les mêmes revendications que les réseaux internationaux de lutte pour les droits des personnes LGBTI+.
Genres Pluriels adhère aux principes de Yogyakarta, une série de principes sur l’application du droit international des droits humains en matière d’orientation sexuelle, d’identité de genre, d’expression de genre et de caractéristiques sexuelles.
Les revendications communes au niveau international sont,, :
1. Retrait du « trouble de l'identité sexuelle » des manuels internationaux de diagnostic
2. Retrait de la mention du sexe dans les documents officiels (notamment sur la carte d'identité et la carte SIS)
3. Abolition des traitements de normalisation binaire imposés aux personnes intersexuées
4. Libre accès aux traitements hormonaux et chirurgicaux (sans tutelle psychiatrique)
5. Lutte contre les discriminations transphobes

Pour la Belgique, les trois revendications spécifiques sont, :
1. Revoir la loi sur la transsexualité
2. Interdire les chirurgies et les procédures sans nécessité médicale sur les enfants intersexués
3. Mettre fin aux pratiques mutilantes et « normalisatrices » telles que les chirurgies génitales, les traitements psychiatriques et autres procédés médicaux, et ce par le biais de la législation et de toute autre manière. Les personnes intersexuées doivent pouvoir prendre leurs propres décisions par rapport à leur intégrité corporelle, leur autonomie physique et leur autodétermination.

## Activités
(mars 2023).
L'association Genres Pluriels est un lieu d'écoute lors de permanences mensuelles organisées dans différentes villes de Belgique (Bruxelles, Liège, Tournai, Verviers, Charleroi, Mons, Namur, Ottignies et Eupen),,. Deux psychologues, Max Nisol et Aurore Dufrasne  proposent également un lieu d’écoute et encadrent des groupes de parole pour les personnes qui s’interrogent sur leur propre identité de genre et leurs proches.
Genres Pluriels organise également des ateliers pour le grand public. L'atelier « Trans* pour les nulLEs » notamment sensibilise  le public aux transidentités, montre comment la construction sociale des normes et des stéréotypes de genre peut conduire à des phénomènes d’exclusion et de discrimination.
Genres Pluriels propose une formation « Au-delà des catégories binaires : la diversité des genres » destinés à un public professionnel. Les principaux aspects de cette formation sont les différentes terminologies utilisées ou à éviter et l’accueil psychosocial le plus adéquat pour les personnes transgenres  en tant que professionnel·le·s, les aspects médicaux (traitements hormonaux, les aspects juridiques et législatifs (au niveau belge, européen, mondial).
Les ateliers drag kings sont des séances de techniques maquillage et de jeux de rôles. Ces séances visent à promouvoir un langage, une attitude subversive des genres et à déconstruire les normes imposées par l'éducation hétéropatriarcale pendant notre enfance.
L’atelier de féminisation est conçu pour les personnes qui souhaitent explorer ou développer leur féminité, que ce soit à titre occasionnel ou au début d’un processus de transition.
Depuis 2009, dans différents lieux à Bruxelles et en Wallonie, Genres Pluriels organise un festival « Tous les genres sont dans la culture » qui vise à montrer au public de la région bruxelloise et d’ailleurs la diversité des sexes et des genres.
Ce festival a pour but, grâce à des conférences, des échanges artistiques, culturels, cinématographiques et autres, de lutter contre les discriminations que subissent actuellement les personnes aux genres fluides et intersexuées dans la société.
Genres Pluriels participe à de nombreuses études universitaires et de terrain et accueille des étudiants, des stagiaires  en vue de lutter contre les discriminations qu'yels subissent.
En 2018, Max Nisol et Aurore Dufrasne lancent le Réseau psycho-médico-social trans* et inter* belge avec le CHU Saint-Pierre ainsi que d'autres professionnels du secteur. Ce réseau vise avant tout à adopter une démarche proactive bienveillante et respectueuse des personnes transgenres et intersexes.